# Masou Gakuen HxH
Masou Gakuen HxH (魔装学園Hハイブリッド×Hハート, Masō Gakuen Haiburiddo Hāto) é uma série de light novels escritas por Masamune Kuji e ilustradas por Hisasi. Riku Ayakawa está fazendo uma adaptação de mangá na revista Comp Ace. Uma série de anime foi ao ar no dia 5 de julho de 2016 e terminou dia 20 de setembro de 2016.

## Enredo
O enredo da história ocorre em um futuro onde a Terra é atacada por invasores de outro universo através de portais, usando armas que combina magia e ciência. O armamento humano é praticamente inútil contra os invasores. A humanidade é forçada a recuar e desenvolve gigantes estruturas flutuantes conhecidas como Mega Floats. Uma arma conhecida como Heart Hybrid Gear ou HHG é desenvolvido, que é a única arma eficaz contra os invasores. Um núcleo é implantado dentro de uma pessoa e dizendo o nome do HHG, pode-se convocar uma armadura em torno deles que pode se combater de forma eficaz as forças do Universo Alternativo (UA). Hida Kizuna possui um HHG, mas ele não é forte o suficiente para torná-lo particularmente importante. Sua irmã mais velha o chama para se transferir para uma escola de defesa estratégica, onde muitos dos estudantes (muitos dos quais são meninas com peitos grandes) usam suas habilidades do HHG para lutar contra os invasores de outro mundo. As habilidades de luta de Kizuna não são muito grandes, mas sua irmã tem um outro plano — realizar atividades eróticas com Kizuna vai permitir que as meninas recarreguem suas energias e poder de luta. Sua capacidade prova ser crucial para o seu sucesso, como ele e os outros membros de Ataraxia encontram-se envolvidos em uma luta contra o Universo Alternativo (UA).

## Personagens

### Ataraxia
Ataraxia é uma academia para pessoas que utilizam o Heart Hybrid Gear. É também um sistema de Megafloat associado ao Japão. Ele foi criado em resposta à força esmagadora da invasão das forças de Batlantis.
Kizuna Hida (飛弾 傷無, Hida Kizuna)
Voz de: Dotama Shinjuku (drama CD), Kenji Akabane (Anime)
O protagonista central da história. Ele foi implantado com o primeiro núcleo Heart Hybrid Gear (HHG) quando criança em um experimento conduzido por sua mãe, o aparente criador do HHG. No entanto, como os homens têm uma baixa compatibilidade com a HHG, sua armadura tem poucas capacidades ofensivas. Sua principal função é o Heart Hybrid com os membros femininos da Amaterasu, para restaurar seus poderes e alcançar um Climax Hybrid, para que eles possam acessar suas armas imorais ou o Corruption Armament. Por causa dessa habilidade, ele é capitão do Amaterasu, uma equipe de elite em Ataraxia. Seu HHG tem o nome 'Eros'. Quando se vê que não há homens em Batlantis, é confirmado que Kizuna é o único usuário masculino de HHG.
Aine Chidorigafuchi (千鳥ヶ淵 愛音, Chidorigafuchi Aine)
Voz de: Ayaka Kimura (drama CD), Akari Kageyama (Anime)
Um dos Amaterasu, ela tem longos cabelos prateados, olhos vermelhos e busto grande. Seu HHG é chamado 'Zeros' da série 'Ros'. Seu Corruption Armament é chamado de "Pulverizador", uma arma estranha que tem uma aparência de uma espada e um canhão. Ela não tem memórias de sua infância, e é conhecida pelo povo de Batlantis, que acreditam que ela seja um deles. Ela finalmente foi revelada como Aines Synclavier (アイネス・シンクラヴィア Ainesu Shinkuravia), a primeira filha do imperador do Império de Batlantis que é coroada Imperatriz após a morte de seu pai aos 10 anos de idade.

Yurishia Farandole (ユリシア・ファランドール, Yurishia Farandōru)
Voz de: Hikaru Isshiki (drama CD), Chinatsu Akasaki (Anime)
Um dos Amaterasu, ela é uma linda jovem com longos cabelos loiros, olhos azuis e busto grande. Ela já foi o Ace da equipe americana de usuários de HHG, 'Masters' antes de mudar para Ataraxia e se tornar parte de Amaterasu. Seu HHG é chamado de "Kuros" outro da série 'Ros'. Seu Corruption Armament é chamado de "Crosshead" e é a única arma de alcance fechado de sua HHG, com um alcance de apenas um metro, mas seu poder é esmagador.
Hayuru Himekawa (姫川 ハユル, Himekawa Hayuru)
Voz de: Ichigo Momoi (drama CD), Juri Nagatsuma (Anime)
Um dos Amaterasu, ela é uma jovem e bela mulher, com os olhos negros. Ela tem cabelo preto comprido com fitas vermelhas que mantem seu cabelo na forma de maria chiquinha. Ela usa o uniforme da academia, que é branco e vermelho. Como um membro da comissão de moral, Hayuru tem uma personalidade dura e rígida. Ela é muito impaciente e irrita-se facilmente. Seu HHG é chamado de "Neros'. Sua arma é um dispositivo que lhe dá 8 lâminas afiadas, semelhante a uma katana Japonesa. Seu Corruption Armament é uma espada dupla com quase 2 metros de comprimento chamado "Gladius'.
Silvia Silkcut (シルヴィア・シルクカット, Shiruvia Shirukukatto)
Voz de: Junka Koseki (drama CD), Hina Kino (Anime)
O último e mais novo membro do Amaterasu, com cabelos loiros curtos e olhos roxos. Ela costuma usar o uniforme escolar. Ela é uma estudante de transferência da Grã-Bretanha e subordinada direta de Kizuna. Kizuna instala dentro dela o núcleo final da série 'Ros', chamado 'Taros'. Seu Corruption Armament é chamado 'Titania', que lhe permite projetar um pequeno buraco negro por um curto período de tempo. Ela só pode usar isso uma vez antes de se esgotar.
Reiri Hida (飛弾 怜悧, Hida Reiri)
Voz de: Rino Kawashima (drama CD), Rika Kinugawa (Anime)
Irmã mais velha de Kizuna. Ela é a diretora e comandante da Ataraxia. Ela e Kizuna têm o mesmo cabelo preto e os mesmos olhos, e ela geralmente é vista vestindo um uniforme branco. Ao contrário de Kizuna, ela parece sem emoção e não tem carinho por sua mãe. Ela desapaixonadamente usa Kizuna para fazer Heart Hybrid com os membros femininos do Amaterasu.
Kei Shikina (識名 京, Shikina Kei)
Voz de: Iori Nomizu (Anime)
Diretora do laboratório e Engenheiro-Chefe.
Momo Kurumizawa (胡桃沢 桃, Kurumisawa Momo)
Voz de: Kazusa Aranami (Anime)
O melhor aluno do departamento de engenharia.
Nayuta Hida (飛弾 那由多, Hida Nayuta)
Voz de: Mei Satosaki (Anime)
Mãe de Kizuna e Reiri.

### Masters
Masters é a equipe americana de Heart Hybrid Gear.
Scarlet Fairchild (スカーレット・フェアチャイルド, Sukāretto feachairudo)
Voz de: Shizuka Ishigami
A capitã de Masters, o time HHG do megafloat do oeste dos EUA. Seu HHG é chamado Ares, e produz um grande número de mísseis. Em sua primeira aparição, ela parece odiar Yurishia, por causa de uma aparente traição, mas Kizuna ajuda a reparar seu relacionamento mostrando o que realmente aconteceu. Ela e Yurishia, então, executam o Climax Hybrid com Kizuna, o que lhe permite usar ambas as armas ao mesmo tempo. Seu HHG não tem Corruption Armament, mas torna-se extremamente poderoso após o Heart Hybrid.
Gertrude Baird (ガートルード・ベアード, Gātorūdo beādo)
Voz de: Yamada Yuuki
Um membro de Masters. Ela é gravemente ferida durante a batalha com Grabel e é confinada a uma cadeira de rodas por um longo período. Ela se torna o único usuário de HHG quando o resto fica preso em Batlantis.
Sharon Cunningham (シャロン・カニンガム, Sharon kaningamu)
Voz de: Sayaka Horino
Henrietta Mackintosh (ヘンリエッタ・マッキントッシュ, Henrietta Makkintosshu)
Voz de: Mari Misaki
Brigiette Arkwright (ブリジット・アークライト, Burijitto ākuraito)
Voz de: Asuka Yuki
Clementine Burrows (クレメンタイン・バロウズ, Kurementain barōzu)
Voz de: Momokawa Rika
Leila Hewitt (レイラ・ヒューイット, Reira hyūitto)
Voz de: Misaki Suzuki

### Império de Batlantis
Batlantis é outro mundo, que existe em outra realidade. Eles atravessam de um lado para o outro entre a dimensão da Terra e a sua própria, através de um rompimento no tecido da realidade. Ao contrário da Terra, eles se desenvolveram com magia e ciência, o que torna sua tecnologia muito mais avançada e é a principal razão pela derrota que a humanidade sofreu.
Grace Sinclavia (グレイス・シンクラヴィア, Gureisu shinkuravuia)
Voz de: Manami Tanaka
A irmã mais nova de Aine e a atual imperatriz do Império de Batlantis.
Grabel (グラベル, Guraberu)
Voz de: Rumi Okubo
Uma soldada do Império de Batlantis. Ela tem a pele bronzeada, cabelo loiro e curto e é extremamente poderosa. Ela é de outro país que foi conquistado por Batlantis e é a primeira a descobrir o 'Zeros' de Aine. Ela e Aldea tem um forte afeto uma pela outra. Seu HHG tem um Corruption Armament chamado Sword Gattling, que ela pode usar em Batlantis sem Heart Hybrid.
Aldea (アルディア, Arudia)
Voz de: Natsumi Yamada
Uma soldada de Batlantis e parceira de Grabel.
Ragrus (ラグルス, Ragurusu)
Uma soldada de elite, que é um membro da Guarda Real do Império de Batlantis.
Zelshione (ゼルシオーネ, Zerushiōne)
Voz de: Yuu Asakawa
Capitã da Guarda Real do Império de Batlantis.

## Mídia

### Light novel
As light novels são escritas por Masamune Kuji e ilustradas por Hisasi, com  Kurogin fazendo o design de mecha dos personagens. A série é publicada pela revista Kadokawa Sneaker Bunko. O primeiro volume foi lançado em fevereiro de 2014. Um CD de drama baseado na série foi lançado em março de 2015, escrito por Kuji.

### Mangá
Uma adaptação de manga com arte de Riku Ayakawa iniciou a serialização na revista Comp Ace de Kadokawa em 26 de junho de 2015. A Yen Press licenciou o mangá na América do Norte.

### Anime
Em setembro de 2015 foi anunciada uma adaptação para anime de Masou Gakuen HxH. Em janeiro de 2016, Kuji anunciou via Twitter que a adaptação seria uma série de TV, que está programada para estrear em julho de 2016. O principal elenco e equipe foram anunciados oficialmente em abril de 2016. A série é dirigida por Hiroyuki Furukawa, escrito por Yasunori Yamada , e produzida pela Production IMS, com desenhos de personagens de Kana Miyai. Masakatsu Ohmuro da Dax Production serve como diretor de som. A música da série é produzida pelo rótulo Flying Dog de Victor Entertainment. Serão utilizados dois pedaços de música tema: um tema de abertura e um tema final. O tema de abertura é "miele paradiso" (lit. "Querido Paraíso"), e a música de encerramento é "Chi"; ambos são realizados por Iori Nomizu.
A série estreou em 5 de julho de 2016, e foi transmitido nas seguintes emissoras de TV: AT-X, Tokyo MX, TV Saitama, Chiba TV, tvk, KBS de Quioto, Sun TV, e BS11, e terminou em 20 de setembro de 2016. Crunchyroll transmitiu a série no seu website. Um vídeo de animação original da série, intitulado de Love Room, foi incluído no primeiro e no segundo volume de lançamento do DVD/BluRay, contendo um episódio cada. O primeiro e o segundo DVD/BluRay foram lançados em 30 de setembro de 2016 e 28 de outubro de 2016, respectivamente. Funimation licenciou a série na América do Norte.